# Edwin de Northúmbria
Edwin (també conegut com a Eadwine, Æduini o Eduí de Deira) (ca. 586-12 d'octubre de 633) va ser rei de Deira i de Bernícia, coneguts més tard conjuntament sota el nom de Northúmbria. El seu regne va durar des de 616 fins a la seva mort. Es va convertir al cristianisme i va ser batejat l'any 627. Després de la seva mort en la batalla de Hatfield Chase va ser venerat com a sant.
Edwin va ser fill d'Ælla, rei de Deira. La seva germana Acha va estar casada amb Etelfred, rei del veí regne de Bernícia. Va ser oncle d'Hereric (mort ca. 604), el qual va ser pare de l'abadessa Hilda de Whitby i Hereswith, esposa del germà del rei Anna de l'Ànglia Oriental.

## Primers anys i exili
Segons la Crònica anglosaxona, en la mort del seu pare Æella hi va estar involucrat un cert "Etelric", que va assumir el poder. La identitat d'aquest Etelric és desconeguda. Podria haver estat un germà del rei assassinat, un germà gran d'Edwin o potser un noble de Deira. Fos com fos, el seu fill Etelfred de Bernícia apareix com a rei de "Northúmbria" —conjunt de Deira i Bernícia— cap al 604. Durant el regnat d'Etelfred, Edwin es va exiliar primerament en el Regne de Gwynedd i més tard a Mèrcia, sota la protecció del rei Cearl, casant-se amb la seva germana Cwenburga. Etelfred va aprofitar per desposar la germana d'Edwin, Acha.
Cap al 616, Edwin es va traslladar a l'Ànglia de l'Est, sota la protecció del rei Raedwald. Segons Beda, Etelfred va convéncer Raedwald per assassinar Ewdiwn, però la muller del rei ho va impedir gràcies a la intervenció divina. Més tard, Etelfred i Raedwald s'enfrontaren en batalla el 616. Raedwald va aconseguir la victòria i va entregar el tron de Northúmbria al seu protegit Edwin, enviant els fills d'Etelfred (Enfrid, Osvald i Oswiu) a l'exili.

## Regnat

Regnes Anglosaxons en els temps del rei Edwin.

La mort d'Etelfred va coincidir amb la d'Etelbert de Kent, deixant Raedwald i el seu protegit Edwin en una immillorable situació per esdevenir els reis més poderosos d'Anglaterra. Edwin es va annexar el Regne d'Elmet entre el 616 i el 626 i el Regne de Lindsey el 625, un cop mort Raedwald.
Edwin es va aliar amb Eadbald de Kent i es va casar per segona vegada amb la seva germana Etelburga, però només després d'acceptar convertir-se al cristianisme.
Cap a l'oest, Edwin va entrar en guerra amb el rei Fiachnae mac Báetáin dels Ulaid d'Irlanda, doncs Edwin va resultar un rei bel·ligerant, que sovint entrava en guerra amb els regnes veïns per obtenir tributs, terres i esclaus.
Des del 627, Edwin era el rei més poderós entre els anglosaxons. Regnava sobre Bernícia, Deira, la part oriental de Mèrcia, Illa de Man i Anglesey.
El 629, Edwin s'enfrontava per primer cop amb el rei de Gwynedd, Cadwallon ap Cadfan. Edwin va resultar victoriós, però Cadwallon no es va donar per vençut i durant els propers anys es va dedicar a reunir un exèrcit i buscar aliats de gran ambició, com Penda de Mèrcia. Edwin s'enfronta a Cadwallon i Penda a la batalla de Hatfield Chase la tardor del 632 o 633, resultant derrotat i mort. Dels seus dos fills amb Cwenburga, Osfrith va morir també durant la batalla, i Eadfrith fou capturat i més tard assassinat per Penda.
La reina Etelburga va retornar a Kent amb el seu fill Uscfrea i la seva filla Eanfled. Aquesta es va casar amb el seu cosí primer Oswiu, fill d'Acha i Etelfred.

## Llegat
Les terres d'Edwin van quedar dividides a la seva mort. El Regne de Deira va quedar en mans d'Osric, cosí primer d'Edwin, mentre que Bernícia quedava en mans d'Eanfrith, fill d'Etelfred i Acha, germana d'Edwin. Tots dos van abandonar el cristianisme per reprendre el paganisme i tots dos van caure morts en batalla davant Cadwallon, que seguia amb la seva campanya de saqueig per les terres de Northúmbira. Osvald de Northúmbria, germà d'Eanfrith, va assumir el poder i finalment va derrotar i matar Cadwallon a la batalla de Heavenfield, reunint de nou els dos regnes.